# Alte Bergstraße

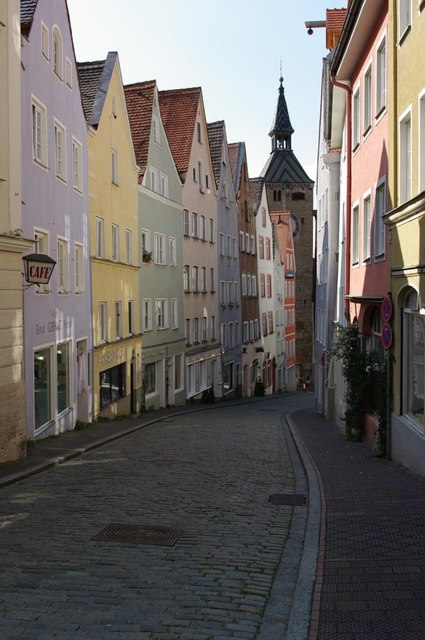
Die Alte Bergstraße von der Abzweigung Hofgraben aus gesehen

Die heutige Alte Bergstraße in Landsberg am Lech war die einzige Straße Deutschlands mit Linksverkehr.
Durch das starke Gefälle von 18 Prozent kam es auf der Salzstraße früher häufig zu Unfällen mit Pferdefuhrwerken. Die Fuhrleute gingen damals üblicherweise links von ihren Wägen – bei Rechtsverkehr begegneten sie sich also in der Straßenmitte. Zur Sicherheit für die Fuhrleute in der engen Alten Bergstraße herrschte dort Linksverkehr, so dass die Fuhrleute an den Außenseiten der Straße entlang liefen. Es war bei Strafe verboten, die Haustüren zu verschließen, damit sich Fuhrleute und Fußgänger vor den außer Kontrolle geratenen Gespannen in die Häuser retten konnten. Des Weiteren wurden bergabwärts auf der linken Seite Steinpoller aufgestellt, gegen die die Kutscher ihr Gespann im Notfall lenken konnten. Diese „Bremsblöcke“ existieren heute noch.
1935/36 wurde die Neue Bergstraße entlang des Burggrabens errichtet. Diese soll künftig mit einem Schutzstreifen für Radfahrende ausgestattet werden. Die Alte Bergstraße ist mittlerweile eine Einbahnstraße, die nur bergab befahrbar ist.